# Supercopa Italiana de Voleibol Masculino de 1998
A Supercopa Italiana de Voleibol Masculino de 1998 foi a 3ª edição desta competição organizada pela Lega Pallavolo Serie A, consórcio de clubes filiado à Federação Italiana de Voleibol (FIPAV) que ocorreu em 6 de dezembro.
O Sisley Volley conquistou seu primeiro título da competição ao derrotar o Pallavolo Modena por 3 sets a 0.

## Regulamento
O torneio foi disputado em partida única.

## Equipes participantes
| Equipe           | Qualificação                              |
| ---------------- | ----------------------------------------- |
| Sisley Volley    | Campeão do Campeonato Italiano de 1997–98 |
| Pallavolo Modena | Campeão da Copa Itália de 1997–98         |

## Resultado
| Data  | Hora  |               | Placar |                  | Set 1 | Set 2 | Set 3 | Set 4 | Set 5 | Total | Relatório |
| ----- | ----- | ------------- | ------ | ---------------- | ----- | ----- | ----- | ----- | ----- | ----- | --------- |
| 6 dez | 18:00 | Sisley Volley | 3–0    | Pallavolo Modena | 15–6  | 15–12 | 15–12 |       |       | 45–30 | Relatório |

## Premiação
| Supercopa Italiana de 1998         |
| Vêneto                             |
| ---------------------------------- |
| Sisley Volley Campeão (1.º título) |